# Сидоров, Михаил Николаевич
Михаил Николаевич Сидоров (род. 17 апреля 1947 года в городе Калуга, РСФСР, СССР) — советский и российский учёный, политический деятель, заместитель директора научно-исследовательского экономического института при Госплане РСФСР и Министерстве экономики Российской Федерации, депутат Государственной Думы ФС РФ первого созыва (1993—1995), заместитель председателя Государственного комитета статистики РФ (1998—2004), государственный советник Российской Федерации 2 класса, заведующий кафедрой менеджмента РЭУ им. Г. В. Плеханова, доктор экономических наук, профессор, академик Российской академии естественных наук.

## Биография
В 1966 году получил средне-техническое образование в Калужском машиностроительном техникуме. В 1971 году получил высшее экономическое образование в Московском институте народного хозяйства им. Г. В. Плеханова, где с 1971 по 1974 год учился в очной аспирантуре. В 1974 году защитил диссертацию на соискание ученой степени кандидата экономических наук.
С 1974 по 1980 и работал в научно-исследовательском экономическом институте при Госплане РСФСР заведующим отдела темпов и пропорций развития народного хозяйства. В 1980—1982 году работал во Всесоюзном научно-исследовательском институте при Министерстве приборостроения, средств автоматизации и систем управления СССР заместителем директора по экономике. С 1982 по 1984 год работал заведующим отдела темпов и пропорций развития народного хозяйства, с 1984 по 1993 год был заместителем директора НИЭИ при Госплане СССР, позже при Министерстве экономики Российской Федерации. В 1986 году защитил диссертацию на соискание учёной степени доктора экономических наук, с 1990 года профессор.
В 1993 году был избран депутатом Государственной думы Федерального Собрания Российской Федерации первого созыва. В Государственной думе был заместителем председателя Комитета по вопросам геополитики, входил во фракцию ЛДПР.
С 1996 по 1998 год работал в Аналитическом управлении аппарата Государственной думы заместителем начальника отдела. В 1997 году Указом президента РФ присвоен квалификационный разряд «Государственный советник Российской Федерации 2 класса». С 1998 по 2004 год работал в Государственном комитете статистики РФ заместителем председателя. С 2004 по 2008 год работал в Московском институте экономики, менеджмента и права профессором кафедры «Финансы и кредит». С 2008 года работает в Российском экономическом университете имени Г. В. Плеханова заведующим кафедрой менеджмента.